# 马尔泰拉戈
马尔泰拉戈（義大利語：Martellago），是意大利威尼托大区威尼斯省的一个市镇。总面积20平方公里，人口21223人，人口密度1061.2人/平方公里（2009年）。国家统计（ISTAT）代码为027021。